# Bạc sulfat
Bạc(I) sulfat (công thức hóa học: Ag2SO4) là một hợp chất ion bạc được sử dụng trong mạ bạc, là chất thay thế cho bạc(I) nitrat. Muối sulfat này khá bền ở điều kiện sử dụng và lưu trữ bình thường tuy chúng bị tối màu đi khi tiếp xúc với ánh sáng và không khí. Bạc(I) sulfat ít tan trong nước.

## Điều chế
Bạc(I) sulfat được điều chế bằng cách cho acid sulfuric vào dung dịch bạc(I) nitrat:
AgNO3 (dd) + H2SO4 (dd) → AgHSO4 (dd) + HNO3 (dd)
Từ AgHSO4 thu được:
2AgHSO4 (dd) ⇌ Ag2SO4 (r) + H2SO4 (dd)

## Hợp chất khác
Ag2SO4 còn tạo một số hợp chất với NH3, như Ag2SO4·4NH3 là tinh thể không màu.